# Seven de la República 2021
El Seven de la República Masculino 2021 fue la 37.ª edición del torneo de rugby 7 que se realiza anualmente en Argentina entre seleccionados de las uniones regionales del país, a los que -en la modalidad masculina- se agregaron selecciones de Uruguay y Paraguay. Se disputó en la ciudad de Paraná, Entre Ríos, organizada por la UAR y la por la Unión Entrerriana de Rugby. Se disputó en modalidad femenina los días 27 y 28 de noviembre, y en modalidad masculina los días 4 y 5 de diciembre. Los equipos campeones fueron las selecciones de la URBA, en ambas modalidades.
Debido a la pandemia de covid-19 se decidió postergar el XXXVII Seven de la República para 2021, habiendo sido originalmente programado para fines de 2020.

## Seven femenino
| 1  | Buenos Aires | 4 | 0 | 0 | 126 | 43  | +83 | 8 |
| 2  | Tucumán      | 3 | 0 | 1 | 125 | 29  | +96 | 6 |
| 3  | Córdoba      | 3 | 0 | 1 | 81  | 32  | +49 | 6 |
| 4  | Cuyo         | 2 | 0 | 2 | 49  | 50  | -1  | 6 |
| 5  | Andina       | 3 | 0 | 1 | 75  | 46  | +29 | 6 |
| 6  | Noreste      | 2 | 0 | 2 | 58  | 60  | -2  | 4 |
| 7  | Alto Valle   | 2 | 0 | 2 | 57  | 37  | +20 | 4 |
| 8  | Salta        | 1 | 0 | 3 | 22  | 92  | -70 | 2 |
| 9  | Austral      | 2 | 0 | 3 | 56  | 83  | -27 | 4 |
| 10 | Rosario      | 1 | 0 | 3 | 45  | 90  | -45 | 2 |
| 11 | Entre Ríos   | 1 | 0 | 3 | 48  | 94  | -46 | 2 |
| 12 | Oeste        | 0 | 0 | 4 | 22  | 108 | -86 | 0 |

|  | Campeón Copa de Oro.    |
|  | Campeón Copa de Plata.  |
|  | Campeón Copa de Bronce. |

| Bandera de la Ciudad de Buenos Aires |
| Campeón Buenos Aires                 |
| Tercer título                        |

## Seven masculino
Por decisión de la UAR, a raíz de los efectos de la pandemia, no se producen ascensos ni descensos en las competencias oficiales en la temporada 2021. Por esto, Salta no ascendió a la zona campeonato del Seven de la República 2022 a pesar de haber ganado la Zona Ascenso.
| 1  | Buenos Aires     | 6 | 0 | 0 | 173 | 62  | +111 | 12 |
| 2  | Tucumán          | 5 | 0 | 1 | 170 | 57  | +113 | 10 |
| 3  | Santa Fe         | 3 | 0 | 2 | 98  | 70  | +28  | 6  |
| 4  | Córdoba          | 4 | 0 | 1 | 121 | 51  | +70  | 8  |
| 5  | Entre Ríos       | 3 | 0 | 3 | 121 | 90  | +31  | 6  |
| 6  | San Juan         | 3 | 0 | 3 | 97  | 112 | -15  | 6  |
| 7  | Sgo. del Estero  | 2 | 0 | 3 | 41  | 97  | -56  | 4  |
| 8  | Rosario          | 2 | 0 | 3 | 56  | 62  | -6   | 4  |
| 9  | Cuyo             | 4 | 0 | 2 | 133 | 114 | +19  | 8  |
| 10 | Mar del Plata    | 3 | 0 | 3 | 138 | 121 | +17  | 6  |
| 11 | Lagos del Sur    | 1 | 0 | 4 | 50  | 122 | -72  | 2  |
| 12 | Noreste          | 2 | 0 | 3 | 81  | 109 | -28  | 4  |
| 13 | Uruguay          | 4 | 0 | 2 | 105 | 91  | +14  | 8  |
| 14 | Misiones         | 2 | 0 | 4 | 100 | 124 | -24  | 4  |
| 15 | Sur              | 0 | 0 | 5 | 64  | 139 | -75  | 0  |
| 16 | Entre Ríos B     | 0 | 0 | 5 | 32  | 159 | -127 | 0  |
| 17 | Salta            | 5 | 0 | 0 | 134 | 29  | +105 | 10 |
| 18 | Alto Valle       | 4 | 0 | 1 | 145 | 55  | +90  | 8  |
| 19 | Tierra del Fuego | 4 | 0 | 1 | 89  | 29  | +60  | 8  |
| 20 | Paraguay         | 3 | 0 | 2 | 113 | 67  | +46  | 6  |
| 21 | Oeste            | 3 | 0 | 2 | 100 | 52  | +48  | 6  |
| 22 | Andina           | 2 | 0 | 3 | 42  | 86  | -44  | 4  |
| 23 | Formosa          | 2 | 0 | 3 | 77  | 129 | -52  | 4  |
| 24 | Chubut           | 1 | 0 | 4 | 74  | 103 | -29  | 2  |
| 25 | Austral          | 3 | 0 | 2 | 137 | 73  | +64  | 6  |
| 26 | San Luis         | 2 | 0 | 3 | 62  | 92  | -30  | 4  |
| 26 | Jujuy            | 1 | 0 | 4 | 43  | 145 | -102 | 2  |
| 28 | S. Cruz          | 0 | 0 | 5 | 38  | 194 | -156 | 0  |

|  | Campeón Copa de Oro.     |
|  | Campeón Copa de Plata.   |
|  | Campeón Copa de Bronce.  |
|  | Ganador Posicionamiento. |
|  | Ganador Zona Ascenso.    |